# Nas (rappeur)
Pour les articles homonymes, voir Nas.
Nasir Bin Olu Dara Jones, dit Nas (anciennement Nasty Nas puis Nas Escobar), est un rappeur, compositeur et acteur américain, né le 14 septembre 1973 à Brooklyn, New York. Fils du musicien de jazz Olu Dara, Nas compte huit albums certifiés consécutivement disques de platine, et compte plus de 25 millions d'albums écoulés depuis 1994. Il est également entrepreneur à son propre label. Il est actuellement signé aux labels Def Jam Recordings et Mass Appeal Records.
Sa carrière musicale est lancée en 1991 lorsqu'il participe au titre Live at the Barbeque de Main Source. Son premier album, Illmatic, publié en 1994, est félicité par la presse spécialisée et la communauté hip-hop. Il est considéré par beaucoup comme l'un des plus grands rappeurs de tous les temps et comme le plus grand rappeur de New York avec The Notorious B.I.G. Il est très respecté dans le milieu du hip-hop,,. 
Le deuxième album de Nas, It Was Written, débute premier au classement Billboard 200, reste à la première place pendant quatre semaines consécutives, est certifié double disque de platine en deux mois, et popularise Nas à l'international,. Entre 2001 et 2005, Nas s'implique publiquement dans une rivalité face à Jay-Z. En 2006, Nas signe au label Def Jam. En 2010, il publie un album collaboratif avec le musicien de reggae Damian Marley, dont les bénéfices reviennent à des œuvres caritatives en Afrique. Son onzième album, Life Is Good, est publié en 2012, et nommé dans la catégorie de « meilleur album de rap » à la 55e édition des Grammy Awards.
Nas est souvent cité comme l'un des plus grands noms du hip-hop. MTV le classe cinquième dans sa liste des meilleurs MCs de tous les temps. En 2012, le magazine The Source le classe deuxième des « 50 meilleurs paroliers de tous les temps ». En 2013, Nas atteint la quatrième place de la liste des « meilleurs MCs » de MTV. En 2014, About.com le classe premier des « 50 plus grands MCs de tous les temps ».
Il a été l'époux de Kelis jusqu'en 2009.

## Biographie

### Jeunesse
Nasir Bin Olu Dara Jones est né le 14 septembre 1973, dans le quartier de Crown Heights à Brooklyn, New York. Son père, Olu Dara, est un musicien de blues et de jazz de descendance Yoruba,, originaire de Natchez, dans le Mississippi. Sa mère, Fannie Ann (Little) Jones, est originaire de Caroline du Nord. Il a une sœur et un frère nommé Jabari Fret mieux connu sous le nom de Jungle, membre du groupe de hip-hop Bravehearts.
Enfant, Nas et sa famille emménagent à Queensbridge (dans le quartier du Queens), où habitaient aussi Marley Marl, Roxanne Shanté et d'autres membres de la Juice Crew. Son voisin, Willy « Ill Will » Graham, lui fait connaître le hip-hop. Ses parents divorcent en 1985, et Nas arrête l'école en quatrième. Il apprend de lui-même la culture africaine. Dans sa jeunesse, il joue de la trompette et commence à écrire ses propres paroles.

### Débuts (années 1990–1994)
En 1991, Nas commence sa carrière avec un couplet sur le titre Live at the Barbeque, issue de l'album Breaking Atoms du groupe Main Source. Ses rimes attirent rapidement l'attention sur lui au sein de la communauté hip-hop, à tel point que ses prestations lui valent la comparaison avec la légende du hip-hop new-yorkais de l'époque, Rakim. Il est ainsi approché par MC Serch des 3rd Bass pour qui il réalise le morceau Halftime, qui figure sur la bande originale du film Zebrahead. Nas et Ill Will continuent à travailler ensemble, jusqu'à ce que ce dernier soit assassiné en bas de chez lui le 23 mai 1992. Nas nommera plus tard son label en son honneur.
Nas signe ensuite sur le label de Serch, Columbia Records, et publie son premier album, Illmatic, le 19 avril 1994. L'album contient les titres NY State of Mind produit par DJ Premier (la moitié du groupe Gang Starr), The World Is Yours produit par Pete Rock, One Love (en référence à l'incarcération de son ami Cormega, chanson produite par Q-Tip, du groupe A Tribe Called Quest) et It Ain't Hard to Tell produit par Large Professor. L'album atteint la douzième place du Billboard 200 et certifié disque d'or par la RIAA en 1996. Illmatic est considéré par la communauté hip-hop et la presse spécialisée comme l'un des plus grands « classiques » du genre. Il est notamment classé 402e des « 500 plus grands albums de tous les temps » par le magazine Rolling Stone.

### Succès commercial et The Firm (1995–2000)

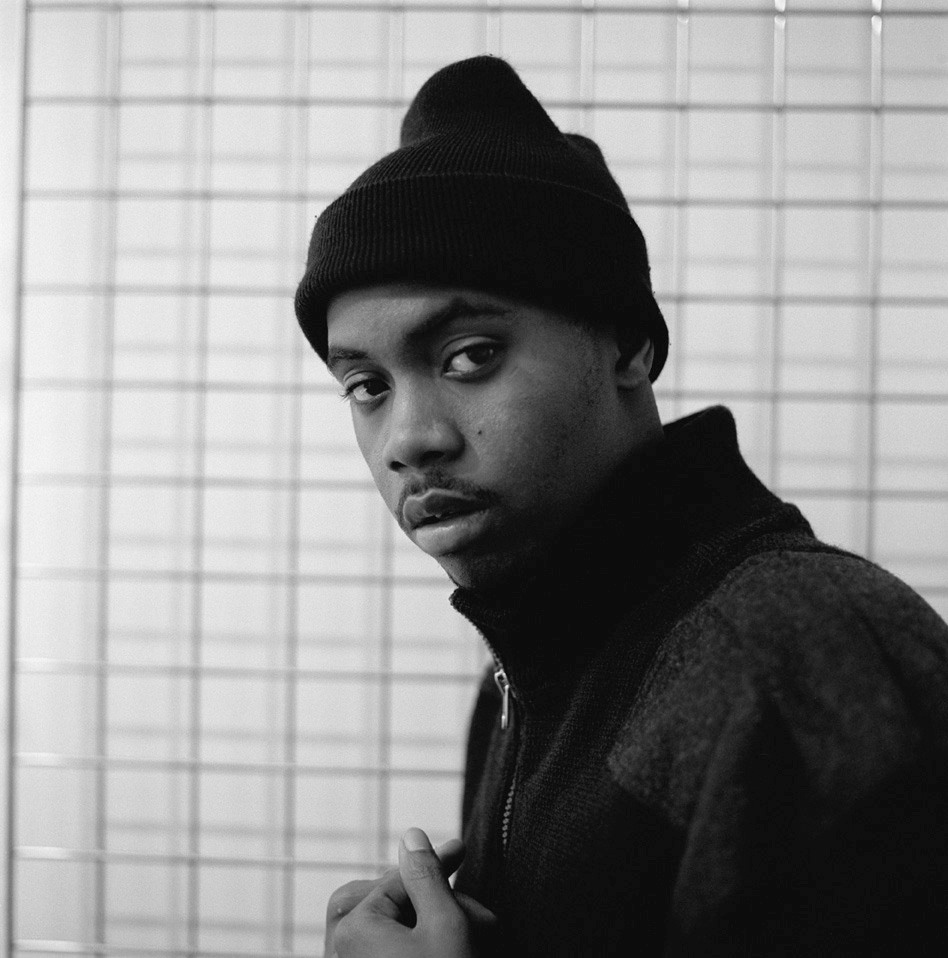
Nas en 1998.

Son deuxième album, It Was Written, est publié le 2 juillet 1996 et rencontre le succès avec les singles If I Ruled the World (Imagine That) (avec Lauryn Hill) et Street Dreams. L'album comporte beaucoup d'invités, parmi lesquels Mobb Deep et Jo-Jo Hailey de Jodeci. Cela marque ensuite les débuts de The Firm (en) (groupe constitué de Nas, AZ, Foxy Brown et Cormega). Après avoir signé sur le label Aftermath Entertainment du rappeur et producteur Dr. Dre, The Firm commence à travailler sur son premier album. À la moitié de la production de l'album, Cormega est exclu par le producteur du groupe, Steve Stoute, et est remplacé par Nature. L'album, Nas, Foxy Brown, AZ & Nature Present The Firm: The Album, est finalement publié en 1997, mais le groupe ne dure pas, l'album étant critiqué et jugé trop commercial et peu créatif. En 1998, pour faire oublier cet épisode, Nas se montre de plus en plus productif et tente sa chance au cinéma dans le film Belly, réalisé par Hype Williams, et dans lequel il joue avec DMX et Method Man. Il commence à travailler sur un projet de double album qu'il veut être à mi-chemin entre Illmatic et It Was Written et qui doit s'intituler I Am… The Autobiography. Mais ce projet échoue car la plupart des chansons sont illégalement téléchargées avant leur sortie. Il est donc contraint de réduire l'album à un seul CD qu'il intitule I Am.... L'album inclut Nas Is Like (produit par DJ Premier) et Hate Me Now avec Puff Daddy. L'album atteint la première place du Billboard 200.
Fin 1996, il participe au remix de Kool Shen du titre Affirmative Action (sorti le 21 janvier 1997). Le titre Affirmative Action Seine-Saint-Denis Style Remix est inédit et ne figure que sur la réédition de l'album studio Paris sous les bombes de Suprême NTM parue le 30 décembre 1996 ainsi que sur la version française de l'album It Was Written.
Le quatrième album de Nas, Nastradamus, est publié le 23 novembre 1999, et contient notamment les titres U Owe Me, produit par Timbaland et avec Ginuwine, ainsi que Project Windows qui devait initialement figurer sur le deuxième CD de I Am…. Bien que classé septième du Billboard 200 et certifié disque de platine par la RIAA aux États-Unis, l'album est vivement attaqué par la presse spécialisée, qui accuse Nas de se tourner vers la pop commerciale.
En 2000, il forme un collectif de rappeurs de Queensbridge et lance la compilation Nas and Ill Will Records Presents QB's Finest le 21 novembre 2000, classé 53e du Billboard 200. De cet album sont extraits les singles Oochie Wally, avec le groupe de son frère, Bravehearts, et Da Bridge 2001 réunissant Capone, Cormega, Marley Marl, MC Shan, Millennium Thug, Mobb Deep, Nature et Tragedy Khadafi.

### Rivalité avec Jay-Z et retour artistique (2001–2003)

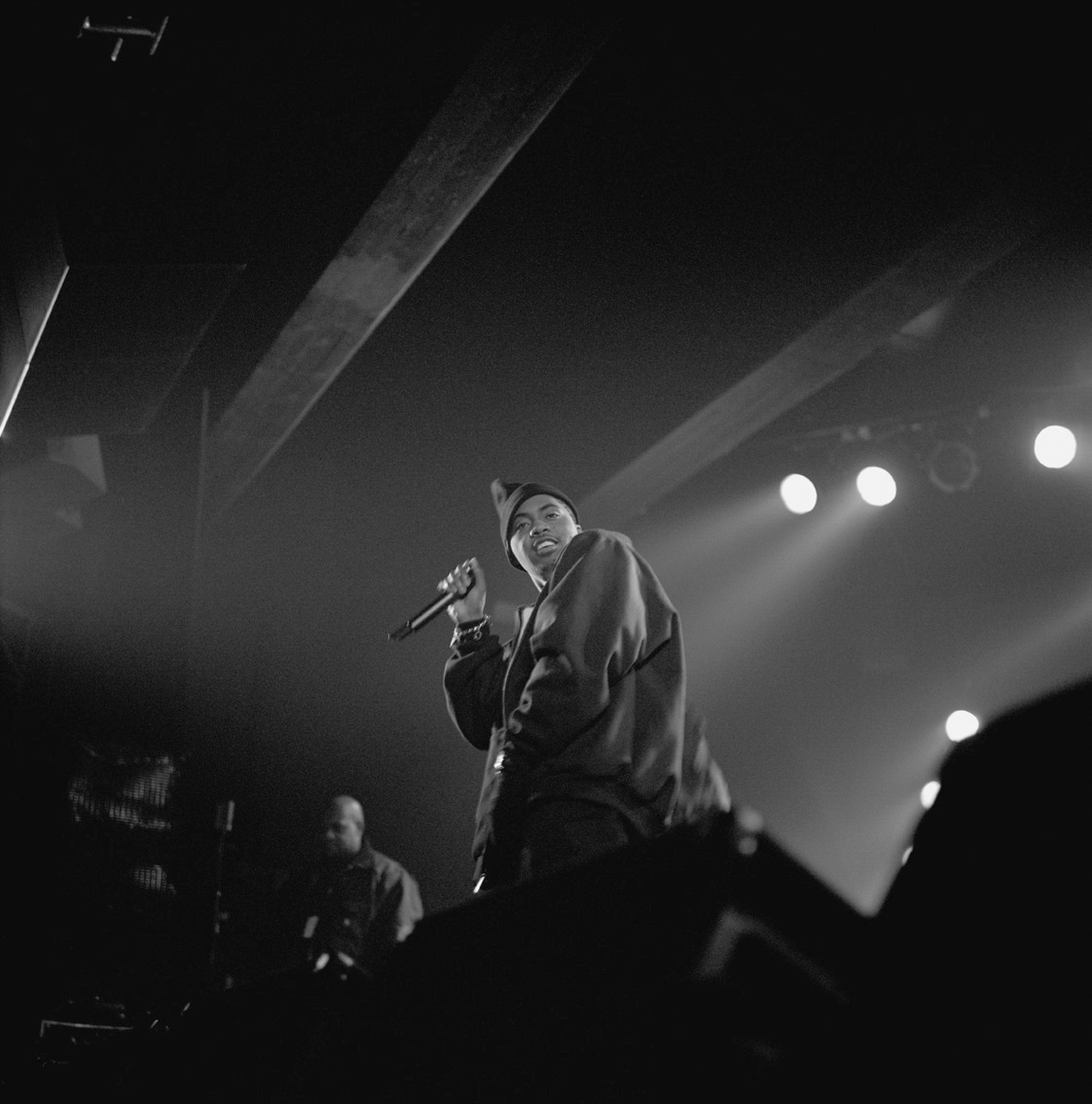
Nas, sur scène en 2003.

En 2001, sa mère Ann Jones meurt d'un cancer du sein. Cette année marque aussi le début de sa rivalité avec Jay-Z. Sur son album The Blueprint, Jay-Z consacre un couplet entier de la chanson Takeover à dénigrer Nas, déclarant notamment que son seul vrai album est Illmatic. Nas lui répond dans le morceau Ether qui comporte un scratch dans lequel 2Pac dit « Fuck Jay-Z », Nas accusant Jay-Z de voler les paroles du rappeur The Notorious B.I.G., mort en 1997, et de ne rapper que dans le but de s'enrichir[réf. nécessaire]. Ether est extrait du cinquième album du rappeur du Queens, Stillmatic. Nas sera déclaré vainqueur du clash contre Jay-Z par les auditeurs de la radio hip-hop new yorkaise, Hot 97. Par la suite, Jay-Z répondra à Ether avec le single Supa Ugly. Néanmoins en 2005, les deux rappeurs mettent un terme à leur animosité lors d'un concert prônant le retour au hip-hop, réalisant d'ailleurs deux sons en commun, un sur Hip Hop Is Dead de Nas et l'autre sur American Gangster de Jay-Z. Après une réconciliation médiatique avec Jay-Z lors d'un concert live, Nas signe chez Def Jam, dont le tout nouveau PDG est Jay-Z.
Nas publie son sixième album, God's Son le 17 décembre 2002, avec des morceaux produits, notamment, par Eminem, Alicia Keys, Salaam Remi, Chucky Thompson ou encore The Alchemist. Cet album est l'un de ses plus personnels, parlant de sa mère décédée (Dance), de spiritualité (The Cross) ou encore d'espoir (I Can). L'album atteint la 12e place du Billboard 200.
En 2003, Nas collabore avec le groupe KoЯn sur la chanson Play Me.

### Double album et Def Jam (2004–2008)
Le 30 novembre 2004, Nas publie son septième opus, un double album intitulé Street's Disciple,, plus orienté jazz rap, avec de nombreux hommages et morceaux interprétés avec son père Olu Dara. En mars 2005, le rappeur 50 Cent s'attaque, entre autres, à Nas sur son deuxième album, The Massacre, avec le titre Piggy Bank. Deux mois plus tard, Nas lui répond avec deux diss songs, intitulés My Will (The Honeymoon is Over) et Don't Body Ya Self. Initialement reparti en studio pour un album qui ne devait comporter que des productions de DJ Premier, avec qui Nas avait souvent travaillé dans le passé (Represent, NY State of Mind, Come Get Me, et Nas Is Like), Nas change ses projets.
Hip Hop Is Dead, qui devait s'appeler Nasdaq Dowjones, est publié le 19 décembre 2006 et contient, notamment, un duo avec son ancien rival Jay-Z intitulé Black Republican. Le premier single, Hip Hop Is Dead, est en featuring avec Will.i.am des Black Eyed Peas, dans lequel il dénonce les rappeurs bling-bling ainsi que le Dirty South, le crunk, le snap, principalement venus du Sud des États-Unis et qui, selon lui, ont tué le rap. La production de cet album est notamment assurée par Scott Storch, Kanye West ou encore Dr. Dre. L'album atteint la première place du Billboard 200. Nas, qui entretient de très bonnes relations avec Game, l'artiste originaire de Compton, qui le considère comme son grand frère[réf. nécessaire], réalise les singles Hustlers puis Letter to the King sur l'album LAX.
Au début de l'année 2008, Nas provoque la polémique en annonçant le titre de son futur album, Nigger. À la suite de cette polémique et du boycott de la part de nombreux distributeurs, Nas ne donne pas de titre à son disque qui est finalement appelé Untitled. Dans ce disque Nas tente d'expliquer le sens du mot nigger. Dans des titres comme N.I.G.G.E.R, the Slave and the Master, il décrit ce qu'il voit comme le problème des Afro-Américains dans la société américaine. Sur la pochette de l'album, on peut voir Nas, torse nu, avec son nom écrit au dos, en cicatrice causée par un fouet, en référence à l'esclavage.

### Collaboration etLife Is Good(depuis 2009)

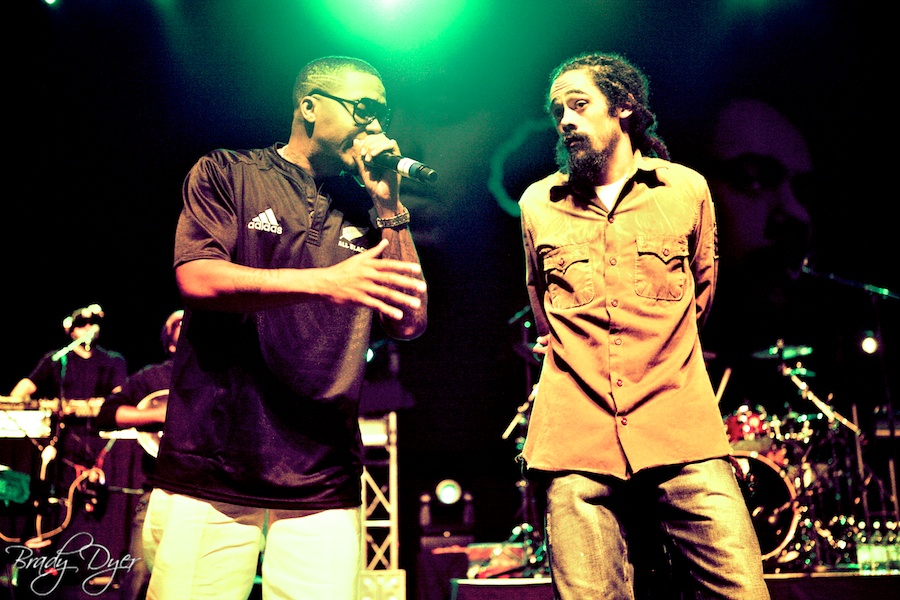
Nas (gauche) et Marley (droite) en concert à Wellington, en Nouvelle-Zélande.

En 2009, il collabore avec Carlos Santana sur son album Guitar Heaven: The Greatest Guitar Classics of All Time pour une reprise de Back in Black. Lors des Grammy Awards 2009, Nas confirme qu'il compte collaborer avec l'artiste reggae Damian Marley (fils de Bob Marley avec qui il avait déjà collaboré pour l'album Welcome to Jamrock avec le titre Road to Zion). Il affirme ensuite qu’il est un « grand admirateur de son père et donc, bien sûr, de ses enfants […]. » C'est le Los Angeles Times qui, pour la première fois, affirme que le titre de l'album devrait être Distant Relatives. L'album sort finalement le 17 mai 2010. Une partie des bénéfices de l'album est utilisée pour construire des écoles en Afrique.
En 2011, il fait un featuring avec les Beastie Boys sur l'album Hot Sauce Committee Part Two et collabore avec Mobb Deep sur Dog Shit, avec Raekwon sur Rich and Black ou encore avec Common sur Ghetto Dreams. La même année, le rappeur signe le duo Like Smoke dans l'album posthume de la chanteuse Amy Winehouse, Lioness: Hidden Treasures, morte quelques mois auparavant. Annoncé via Twitter dès 2011, il publie son onzième album studio, Life Is Good, en juillet 2012. Le premier extrait de l'album est Nasty, produit par Salaam Remi. The Don, également produit par Salaam Remi, est le second extrait de l'album suivi par un troisième intitulé Daughters, produit par No I.D..
En janvier 2013, Nas annonce la publication d'un treizième album, qui devrait être le dernier au label Def Jam. L'album est prévu pour 2015. En octobre 2013, DJ Premier annonce que sa collaboration avec Nas sera publiée après son treizième album. En octobre 2013, Nas confirme une chanson, Sinatra in the Sands en featuring avec Jay Z, Justin Timberlake, et Timbaland sur l'album. Le 16 avril 2014, pendant la vingtième année célébrant la sortie de Illmatic, un documentaire intitulé Nas: Time Is Illmatic est diffusé retraçant le parcours du premier album de Nas à ses débuts. En septembre 2014, il est rapporte que Nas aurait achevé son dernier album pour Def Jam. Le 30 octobre 2014, Nas publie une chanson, le premier single de l'album intitulé The Season, produit par J Dilla. En 2016, Nas produit et participe à la bande originale de la série The Get Down, diffusée sur Netflix, il participe également à la bande originale de The Land. Il collabore avec DJ Khaled sur la chanson Nas Album Done. Le titre, pour le moins explicite, annoncerait la sortie d'un nouvel album prévu pour 2017.
En juin 2018, Nas publie son onzième album, nommé Nasir.
En août 2020, Nas revient avec King's Disease, son treizième album studio majoritairement produit par Hit-Boy. L'opus contient notamment des apparitions du supergroupe The Firm, Anderson. L'album est récompensé en mars 2021 à la 63e édition des Grammy Awards, comme Meilleur album de rap. Sa suite King's Disease II sort en août 2021. Juste avant les fêtes de fin d'année, il sort par surprise Magic, un album de 9 titres produits par Hit-Boy. Il retrouve ce dernier pour King's Disease III (2022).
Magic 2 sort en juillet 2023, après avoir été annoncé seulement une semaine plus tôt.

### Vie privée
Nas a une fille, Destiny, née en 1994, de son union avec Carmen Bryan, sa fiancée de l'époque. En janvier 2005, Nas se marie avec la chanteuse de RnB Kelis. En 2009, Kelis demande le divorce, alors qu'elle est enceinte de sept mois. En juillet 2009, Nas annonce la naissance de son fils, Knight, lors d'un concert dans le Queens. Le couple divorce en mai 2010.
En avril 2018, son ex-épouse Kelis révèle dans une interview avoir subi des violences physiques et psychologiques de la part de Nas tout au long de la relation.
Il est lié au comédien Tracy Morgan, qui est aussi le cousin de l'actrice Yara Shahidi.

## Discographie

### Albums studio
- 1994 : Illmatic
- 1996 : It Was Written
- 1999 : I Am...
- 1999 : Nastradamus
- 2001 : Stillmatic
- 2002 : God's Son
- 2004 : Street's Disciple
- 2006 : Hip Hop Is Dead
- 2008 : Untitled
- 2012 : Life Is Good
- 2018 : Nasir
- 2020 : King's Disease
- 2021 : King's Disease II
- 2021 : Magic
- 2022 : King's Disease III
- 2023 : Magic 2
- 2023 : Magic 3

### Compilations
- 2002 : The Lost Tapes
- 2007 : Greatest Hits
- 2019 : The Lost Tapes II

### EP
- 2002 : From Illmatic to Stillmatic: The Remixes

### Albums collaboratifs
- 1997 : Nas, Foxy Brown, AZ, and Nature Present The Firm: The Album
- 2000 : Nas and Ill Will Records Presents QB's Finest (avec Ill Will Records)
- 2010 : Distant Relatives (avec Damian Marley)

### Bandes originales
- 1992 : Zebrahead : Halftime
- 1994 : Street Fighter : One On One
- 1997 : Men in Black : Escobar '97
- 1998 : Bullworth : Firm Biz (The Firm)
- 1998 : Belly : Grand Finale (featuring Method Man, DMX et Ja Rule)
- 1998 : White Lines : I Wanna Live
- 1999 : Gangsta Cop : In Too Deep
- 2000 : Baller Blockin' : What You Gonna Do
- 2000 : Big Mamma : I've Got to Have It (featuring Jermaine Dupri et Monica)
- 2001 : Hors limites : Gangsta Tears
- 2001 : 8 Mile : U Wanna Be Me
- 2002 : Like Mike : Rule (featuring Amerie)
- 2002 : Antwone Fisher : The World Is Yours
- 2003 : Charlie's Angels 2 : Les anges se déchaînent ! : Nas' Angels... The Flyest (featuring Pharrell Williams)
- 2006 : Les Infiltrés : Thief's Theme
- 2006 : Blood Diamond : Shine On Em
- 2007 : Rush Hour 3 : Less Than an Hour (featuring Cee-Lo)
- 2009 : Fish Tank : Life's a Bitch (featuring AZ)
- 2012 : Projet X : Nasty
- 2023 : Spider-Man : Across the Spider-Verse : Nas Morales (featuring Metro Boomin)

### Jeux vidéo
- 2005 : True Crime: New York City : New York State of Mind
- 2008 : Grand Theft Auto IV : War Is Necessary
- 2008 : Midnight Club: Los Angeles : Hero (featuring Keri Hilson)
- 2008 : Saints Row 2 : New York State of Mind
- 2009 : Skate 2 : Made You Look
- 2012 : NBA 2K13 : The World Is Yours
- 2013 : NBA 2K14 : Hate Me Now
- 2014 : Watch Dogs : One Mic
- 2015 : NBA 2K16 : Represent, Made You Look
- 2017 : NBA 2K18 : Nas is like

### Singles
- 1992 : Halftime
- 1994 : It Ain't Hard to Tell
- 1994 : Life's a Bitch (featuring AZ)
- 1994 : The World Is Yours
- 1994 : One Love
- 1996 : If I Ruled the World (Imagine That) (featuring Lauryn Hill)
- 1996 : Street Dreams
- 1996 : The Message
- 1996 : Affirmative Action
- 1997 : Firm Biz (The Firm)
- 1997 : Phone Tap (The Firm) (featuring Dr. Dre)
- 1999 : Nas Is Like ()
- 1999 : Hate Me Now (featuring Puff Daddy)
- 1999 : K-I-S-S-I-N-G
- 1999 : You're da Man
- 1999 : Did You Ever Think (featuring R. Kelly)
- 1999 : Nastradamus
- 2000 : You Owe Me (featuring Ginuwine)
- 2000 : I've Got to Have It (featuring Monica et Jermaine Dupri)
- 2000 : Da Bridge 2001 (QB's Finest)
- 2001 : Oochie Wallie (Remix) (featuring Bravehearts)
- 2001 : Got Ur Self a Gun
- 2002 : One Mic
- 2002 : Ether
- 2002 : Rule (featuring Amerie)
- 2002 : Made You Look
- 2002 : I Can
- 2002 : Thugz Mansion (featuring 2Pac et J. Phoneix)
- 2002 : Get Down
- 2003 : I'm Gonna Be Alright (Remix) (featuring Jennifer Lopez)
- 2003 : Play Me (featuring KoЯn)
- 2004 : Thief's Theme
- 2004 : Bridging the Gap (featuring Olu Dara)
- 2005 : Just a Moment (featuring Quan)
- 2005 : You Know My Style
- 2005 : Virgo (featuring Ludacris et Doug E. Fresh)
- 2005 : Don't Body Yourself
- 2006 : Both Eyez Open
- 2006 : Hip Hop Is Dead (featuring Will.i.am)
- 2006 : Black Republican (featuring Jay-Z)
- 2007 : Can't Forget About You (featuring Chrisette Michele)
- 2007 : Hustlers (featuring The Game)
- 2007 : Classic (featuring Kanye West, Rakim et KRS-One)
- 2007 : Less Than an Hour (featuring Cee-Lo)
- 2008 : Hero (featuring Keri Hilson)
- 2008 : We Make the World Go Round (featuring Chris Brown et The Game)

### DVD
- 2000 : Nas & Mobb Deep - Queensbridge Motherfuckers
- 2003 : Made You Look: God's Son Live
- 2004 : Nas: Video Anthology Vol. 1
- 2006 : Beyond Beef: Jay-Z & Nas

## Filmographie
- 1998 : Belly : Sincere
- 1999 : Gangsta Cop : dealer (non crédité)
- 2000 : East Coast Mix, Vol. 1: Another Reason to Rhyme
- 2001 : Explosion imminente : Détective Art « Fuzzy » Rice
- 2001 : Sacred Is the Flesh : Isa Paige
- 2002 : John Q : lui-même
- 2003 : Filles de bonne famille : une célébrité
- 2003 : Murda Muzik
- 2010 : Hawaii 5-0 (saison 1 épisode 10) : Gordon Smith
- 2013 : Black Nativity : prophète Isaiah
- 2016 : Popstar: Never Stop Never Stopping : lui-même
- 2017 : The Defiant Ones (série documentaire musicale) d'Allen Hughes : lui-même
- 2018 : Le Monstre (Monster) d'Anthony Mandler : Raymond « Sunset » Green